# The Band Plays On...
The Band Plays On… – instrumentalny album grupy Dżem wydany w 1989 roku.
Nagrań dokonano w studiu „Giełda” Polskiego Radia w Poznaniu w dniach 20–21 maja 1988 roku. Realizacja dźwięku – Piotr Madziar przy współpracy Zbigniewa Suchańskiego i Ryszarda Glogera. Projekty okładek – Jerzy Kurczak w wydaniu kasetowym i Jerzy Linder w wydaniu analogowym.

## Lista utworów
1. „Mętna woda” – (04:35)
2. „Zielony Piotruś” – (02:35)
3. „Duże O'Karol” – (04:10)
4. „Karlus” – (07:25)
5. „Country Śnieć” – (05:50)
6. „Józa's Silesian Sound” – (03:30)
7. „Go-Go! Kafar” – (05:50)
8. „Tata Tadzio blues” – (05:40)

W wersji kasetowej utwór 3 nosił tytuł „O! Karol R.”, a utwór 4 – „Karlus S.”

## Muzycy
- Paweł Berger – instrumenty klawiszowe
- Marek Kapłon – perkusja
- Adam Otręba – gitara
- Beno Otręba – gitara basowa
- Jerzy Styczyński – gitara

## Wydawnictwa
- MC Polton PC-078; sierpień 1989 – 38:55
- LP PolJazz K-PSJ-029; listopad 1989 – 38:55
- MC Box Music/Pomaton EMI 7243 4 98083 4; 2 listopada 1998 – 38:51
- CD Box Music/Pomaton EMI 7243 4 98083 2; 2 listopada 1998 – 38:51
- CD Pomaton EMI 5938542; 27 września 2003 (jako BOX 2CD wraz z albumem Najemnik)